# سارگیس کامالیان (سیاستمدار)
سارگیس کامالیان (ارمنی: Սարգիս Վարդևանի Քամալյան؛ زادهٔ ۱۸۹۴ - درگذشته تاریخ نامعلوم) یک سیاستمدار اهل ارمنستان که از تاریخ ۹ ژانویه ۱۹۴۰ تا تاریخ ۱۹ مه ۱۹۴۳ سمت شهردار ایروان را برعهده داشت.

## زندگی‌نامه
در ۱۸۹۴ به دنیا آمد  تاریخ درگذشت وی نامعلوم است.